# Туолемі (округ, Каліфорнія)
Шаблон:StateAbbr_ 38°01′ пн. ш. 119°56′ зх. д. / 38.02° пн. ш. 119.94° зх. д.
Округ Туолемі (англ. Tuolumne County) — округ (графство) у штаті Каліфорнія, США. Ідентифікатор округу 06109.

## Історія
Округ утворений 1850 року.

## Демографія
За даними перепису
2000 року
загальне населення округу становило 54501 осіб, зокрема міського населення було 29091, а сільського — 25410.
Серед мешканців округу чоловіків було 28738, а жінок — 25763. В окрузі було 21004 домогосподарства, 14249 родин, які мешкали в 28336 будинках.
Середній розмір родини становив 2,82.
Віковий розподіл населення поданий у таблиці:
| Стать    | До 15 років | 15-21 | 22-29 | 30-39 | 40-49 | 50-65 | 65-85 | Понад 85 |
| -------- | ----------- | ----- | ----- | ----- | ----- | ----- | ----- | -------- |
| Чоловіки | 4657        | 2744  | 2701  | 3924  | 4876  | 5190  | 4315  | 331      |
| Жінки    | 4329        | 2069  | 1547  | 2860  | 4251  | 5286  | 4785  | 636      |

## Суміжні округи
- Алпайн — північ
- Моно — схід
- Мадера — південний схід
- Маріпоса — південь
- Станіслаус — південний захід
- Мерсед — південний захід
- Калаверас — північний захід

## Виноски
1. ↑  U.S. Decennial Census. United States Census Bureau. Процитовано 31 травня 2014.
2. ↑  Historical Census Browser. University of Virginia Library. Архів оригіналу за 11 серпня 2012. Процитовано 31 травня 2014.
3. ↑  Population of Counties by Decennial Census: 1900 to 1990. United States Census Bureau. Процитовано 31 травня 2014.
4. ↑  Census 2000 PHC-T-4. Ranking Tables for Counties: 1990 and 2000 (PDF). United States Census Bureau. Процитовано 31 травня 2014.
5. ↑  State & County QuickFacts. United States Census Bureau. Архів оригіналу за 6 червня 2011. Процитовано 6 квітня 2016. [Архівовано 2011-06-06 у Wayback Machine.](англ.) Наведено за англійською вікіпедією.
6. ↑  American FactFinder. Бюро перепису населення США. Архів оригіналу за 26 лютого 2012. Процитовано 31 січня 2008. [Архівовано 2008-05-21 у Wayback Machine.]

| США | Це незавершена стаття з географії США. Ви можете допомогти проєкту, виправивши або дописавши її. |